# Kudin-Brücke
Die Kudin-Brücke (kroatisch Kudin Most, eigentlich "Brücke des Kude"), auch Kudin Most na Krupi (deutsch Kudin-Brücke über die Krupa),  befindet sich im Canyon des Krupa, einem Nebenfluss des Zrmanja, in der kroatischen Gespanschaft Zadar in Dalmatien. Sie wurde 2016 renoviert und ist als älteste Brücke über den Fluss Krupa ein Kulturdenkmal Kroatiens.

## Bauweise und Nutzung
Die Kudin-Brücke wurde zwischen zwei Flussinseln aus Naturstein errichtet. Sie wurde genutzt, um Nutztiere auf die andere Seite des Flusses zu treiben und die Ortschaften auf beiden Uferseiten miteinander zu verbinden, insbesondere die Getreidemühle der historischen Siedlung Žegar in der Region Bukovica für andere Dörfer zu erschließen. Am Fuße des Krupa-Canyons findet sich heute noch ein Wegweiser zur alten Schule in Golubić sowie zum rund 3,5 Kilometer entfernten Kloster Krupa. An der linksseitigen Flussinsel bilden sich mehrere kleine Kaskaden-Wasserfälle.
Sie ist eine Bogenbrücke mit einer Gesamtlänge von 109 Metern und einer durchschnittlichen Breite von 1,5 Metern. Sie besteht aus insgesamt 12 Bögen aus Kalktuff, die sich mit Abschnitten aus dichtem Kalkstein abwechseln und verfügt über zwei Wasserdurchlässe. Die verwendeten Bausteine aus Kalktuff bilden die Bogenstruktur des Bauwerks. Die Anordnung der Bögen ermöglichte es der Brücke, sich harmonisch in die natürliche Umgebung einzufügen. Gerade aufgrund ihrer niedrigen Höhe von rund 0,8 Metern unterliegt sie den natürlichen Begebenheiten des Flusses. Bei Hochwasser wird die gesamte Brücke überschwemmt, wodurch die beiden letzten Bögen auf nördlicher Seite im Laufe der Zeit beschädigt wurden.

## Flora und Fauna
Die Flora und Fauna in der Umgebung der Brücke zeichnen sich durch eine Vielzahl von Pflanzen- und Tierarten aus.
Den natürlichen Schutz vor der Brücke bilden die auf Flussseite wachsenden Kalmusgewächse (Acoraceae) und Schilfrohre (Phragmites). Diese Vegetation spielt eine wichtige Rolle bei der Stabilisierung des Uferbereichs und trägt zum Erhalt der Brücke bei. Um das Treiben von Sand, Schlamm und Holz nicht zu behindern, was zum Anstieg des Wasserstands führen könnte, muss die Vegetation regelmäßig gereinigt werden. Früher hat die Brücke passierendes Großvieh diese zertrampelt oder sich davon ernährt, heute muss sie von Hand gereinigt werden. Diese Pflanzen bilden dichte Bestände von Schilfrohren, die das Ufer stabilisieren und gleichzeitig Lebensraum für verschiedene Tiere bieten.
In den Sommermonaten können entlang der Uferbereiche und in den umliegenden Wiesen wilde Blumenarten wie Glockenblumen (Campanula), Kornblumen (Centaurea cyanus) und Mohnblumen (Papaver rhoeas) blühen. Entlang des Flussufers finden sich auch verschiedene Gräser und Büsche, die den Lebensraum für Insekten, Vögel und andere kleine Tiere bereichern.
Die Brücke und ihre Umgebung bieten ein reichhaltiges Habitat für verschiedene Vogelarten. Hierzu zählen insbesondere Wasservögel wie Enten, Gänse, Reiher und Kormorane beobachten, die entlang des Flusses nach Nahrung suchen. Der Krupa ist wie der Zrmanja, in den er mündet, bekannt für sein reiches Fischaufkommen. Hier finden sich verschiedene Fischarten wie Forellen, Äschen, Barsche und Karpfen. Der Fluss bietet eine wichtige Lebensgrundlage für diese Fische und ist ein beliebtes Ziel für Angler. Die Feuchtgebiete entlang des Flusses sind auch Lebensraum für verschiedene Amphibienarten wie Frösche, Kröten und Molche. Selten können auch Reptilien wie Eidechsen und Ringelnattern können in der Umgebung der Brücke vorkommen. Darüber beherbergen die Uferregionen eine Vielzahl von wirbellosen Tieren wie Libellen, Schmetterlingen, Bienen und Käfer, die eine wichtige Rolle im ökologischen Gleichgewicht spielen.

## Folkloristische Erzählung
Die Brücke trägt nicht nur historische und architektonische Bedeutung, sondern ist auch mit einer romantischen Legende verbunden. Der Folklore nach wurde die Brücke um 1800 vom orthodoxen Serben Jovan Veselinović, bekannt als Kude, gebaut, um im Beisein der Hochzeitsgesellschaft seiner Freundin Milija einen Heiratsantrag zu machen, die auf der anderen Seite des Flusses lebte. Einer anderen Überlieferung nach lernte er auf der gegenüberliegenden Seite des Flusses eine Frau namens Manda kennen. Um sie zu erreichen, sprang Kude von Stein zu Stein, bis er den Fluss überquerte. Manda konnte den Fluss jedoch nicht auf gleiche Weise wie er überqueren. Aus diesem Grund versprach Kude, ihr eine Brücke zu bauen, um ihr die Überquerung des Flusses zu ermöglichen.

## Galerie

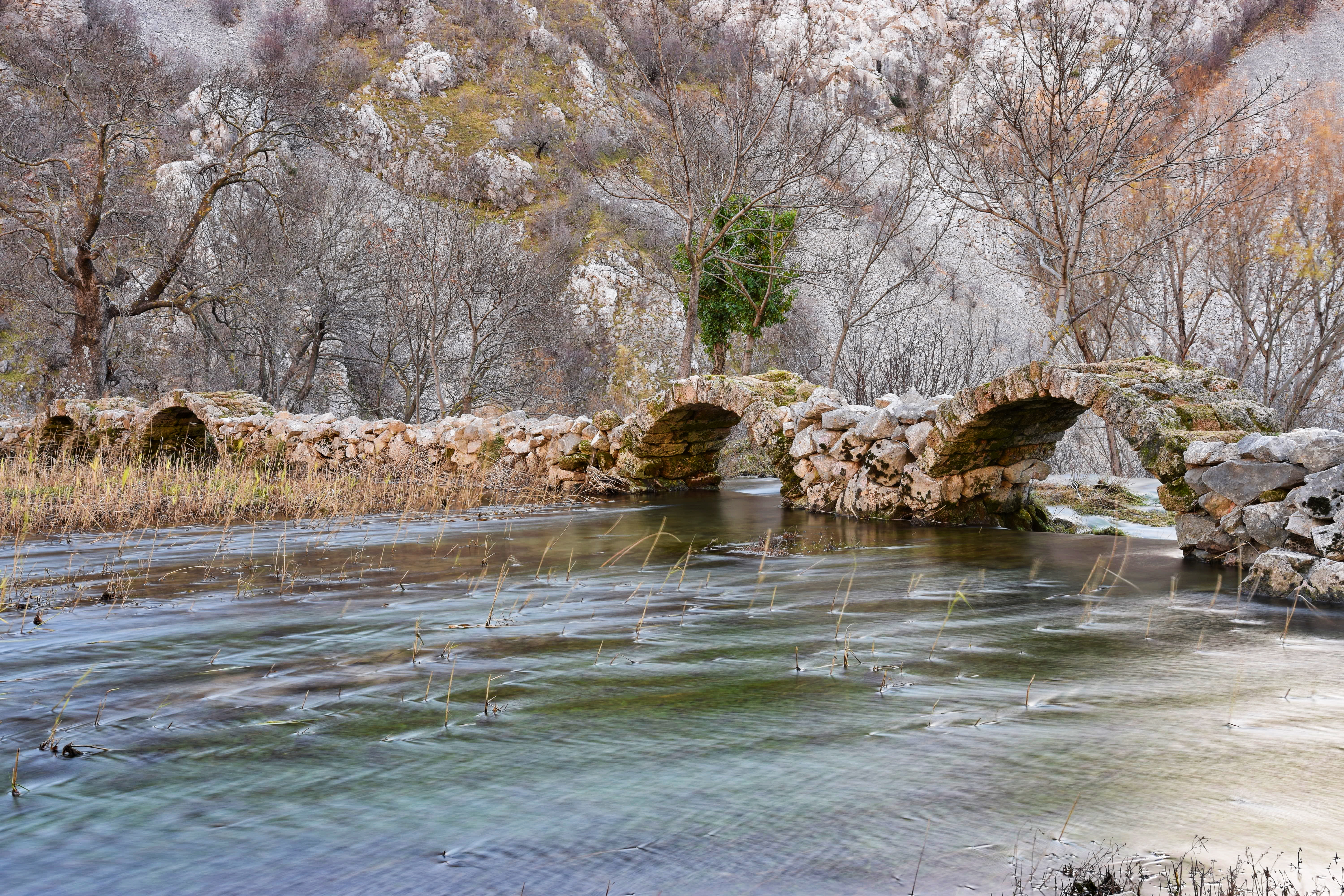
Kudin Most
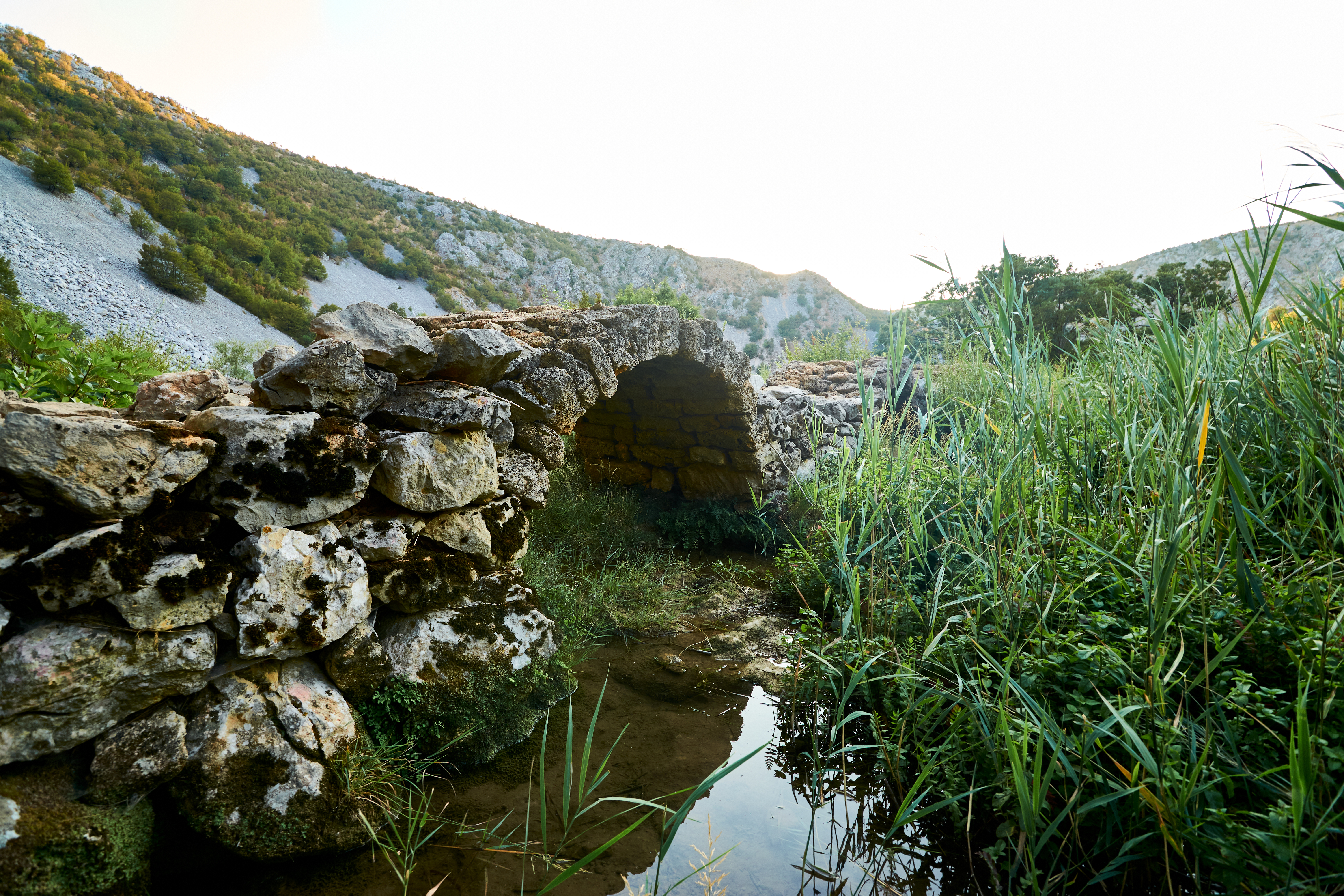
Kudin Most
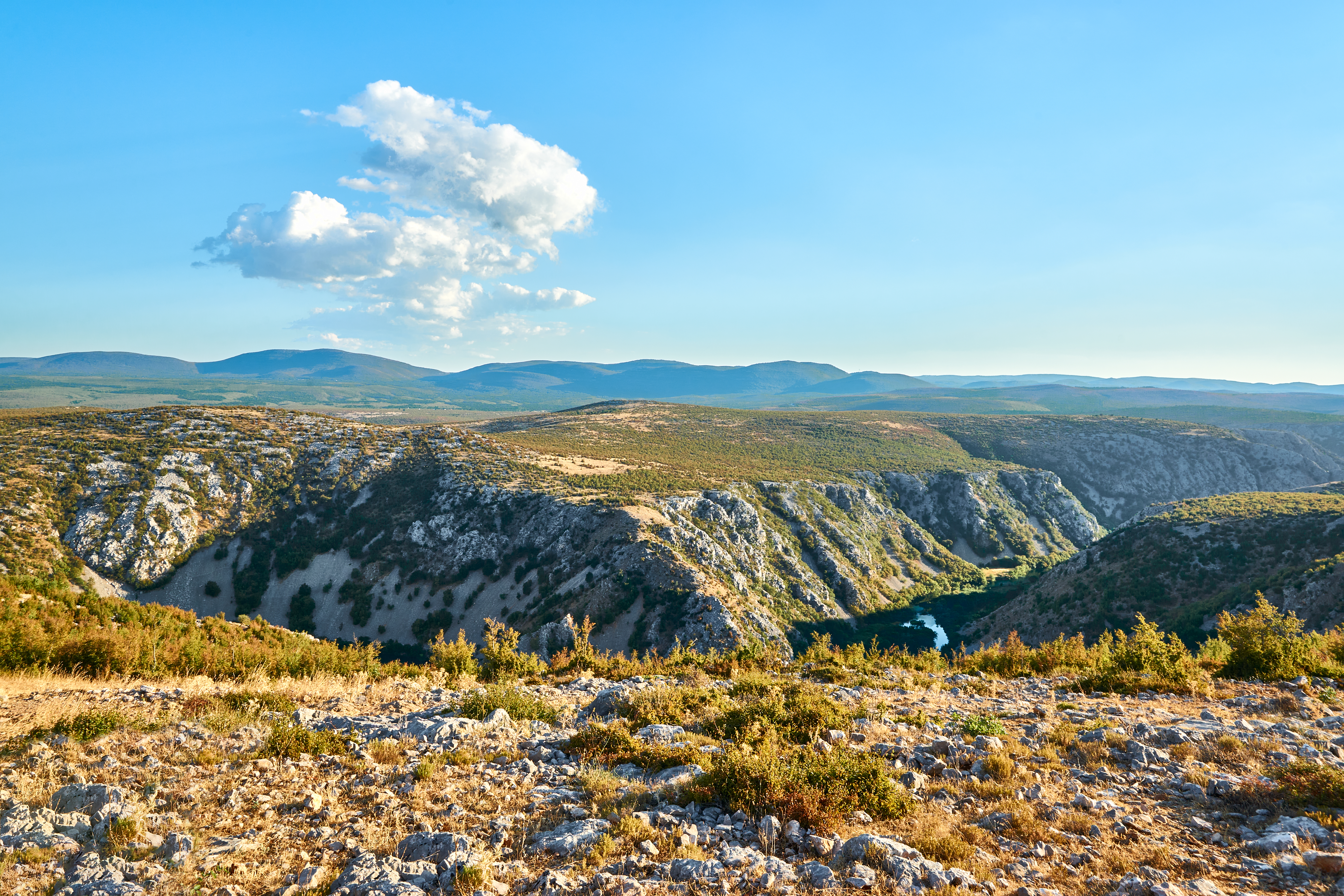
Krupa-Canyon
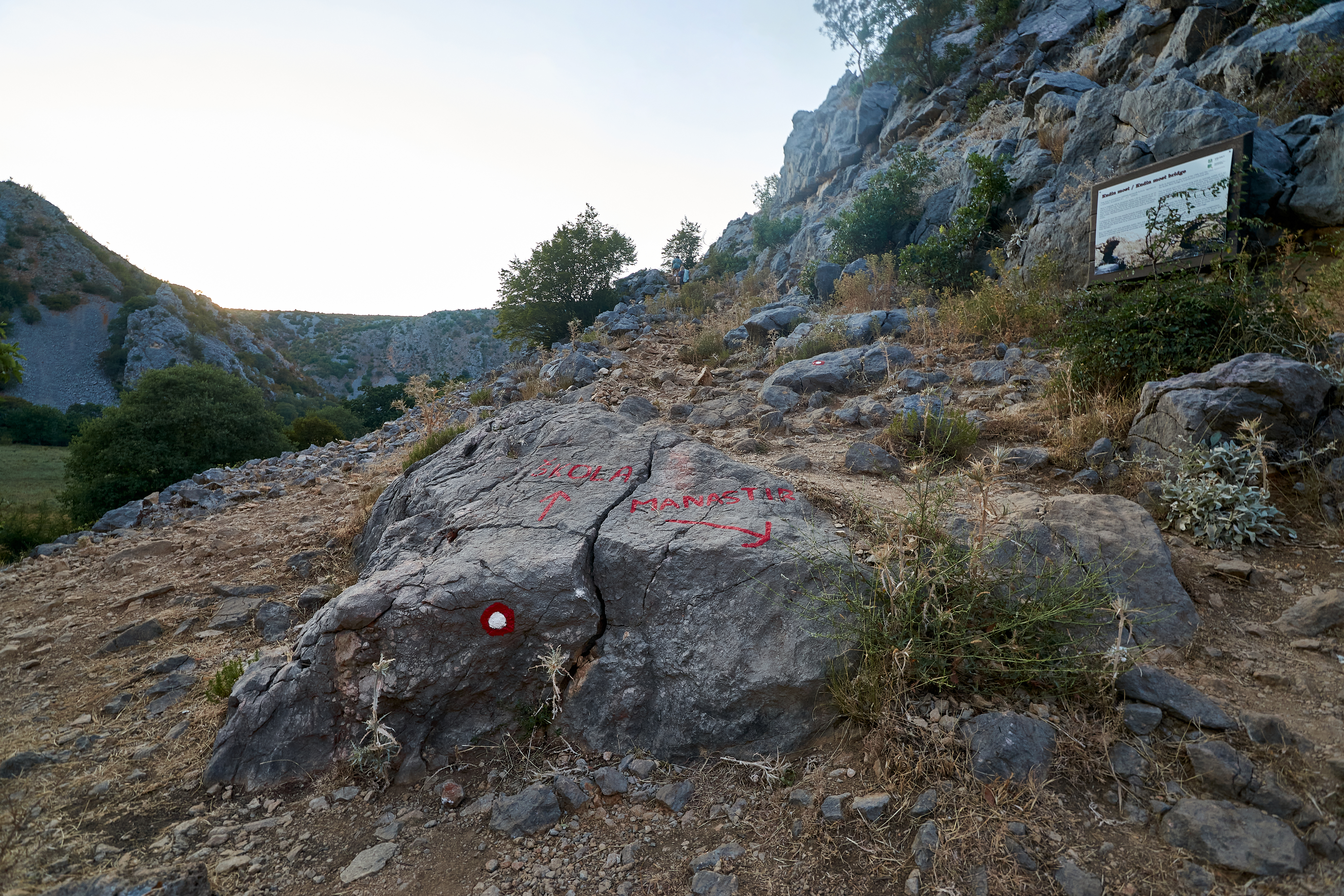
Wegweiser
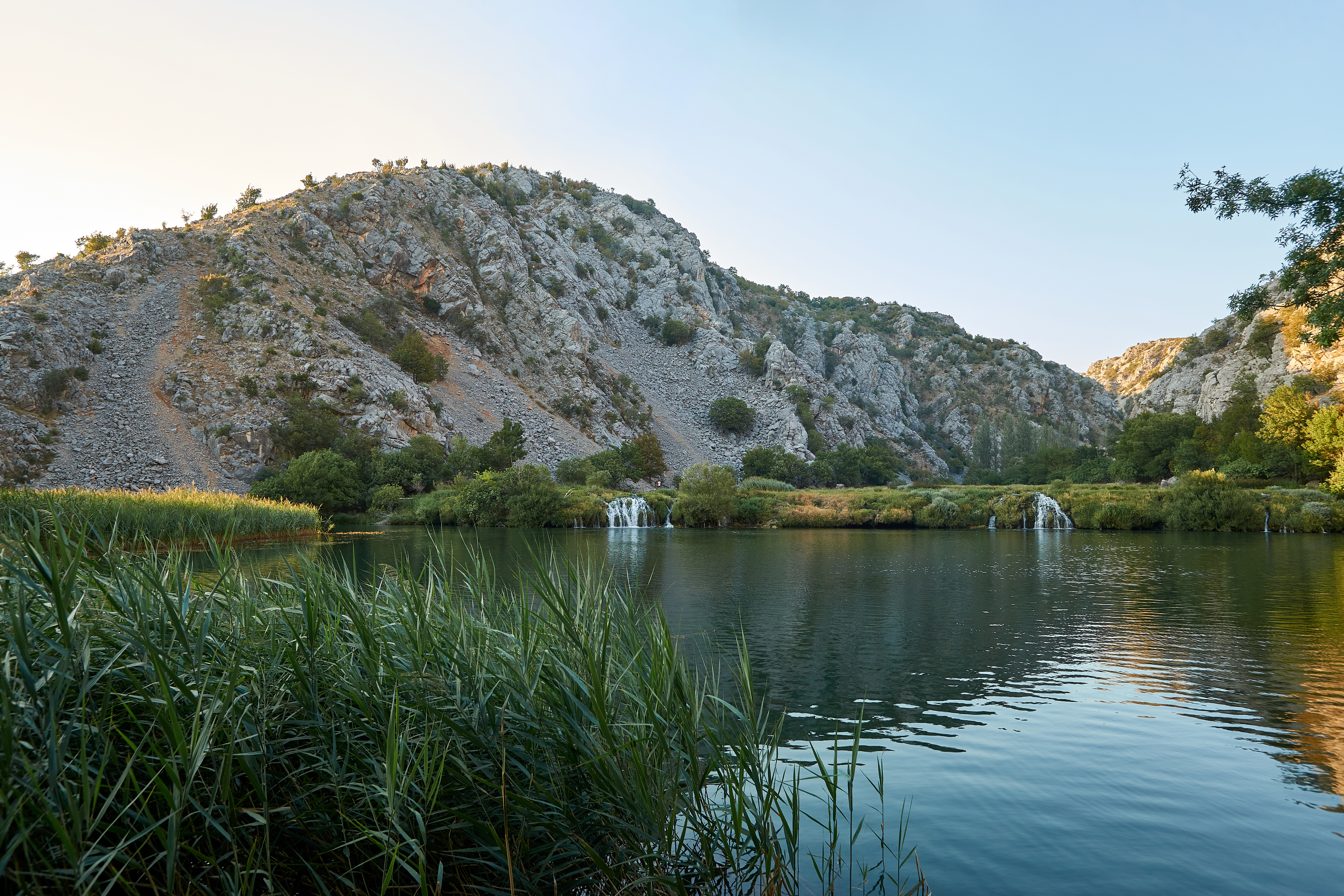
Kaskaden
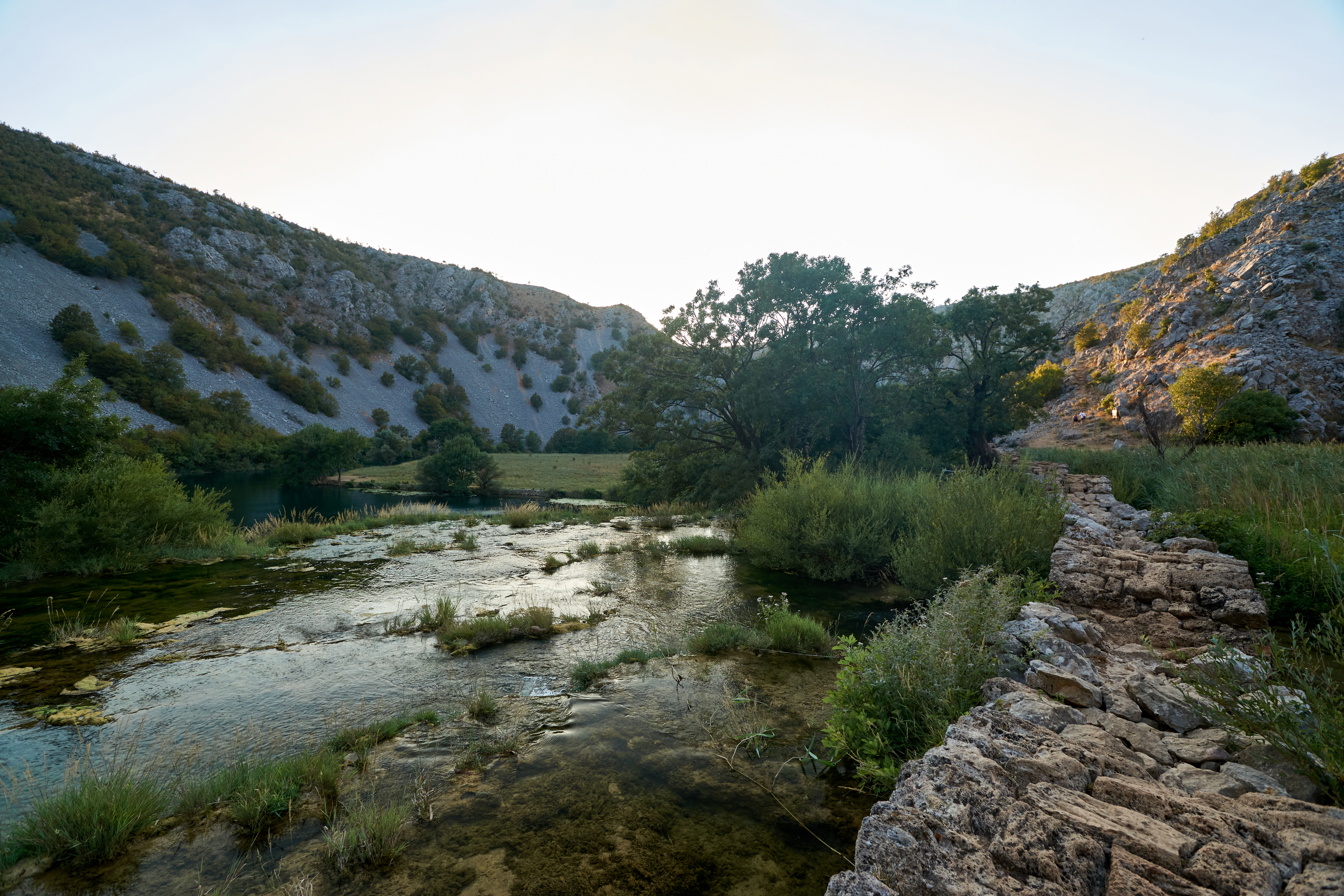
Krupa